# Autocharis margaritalis
Autocharis margaritalis là một loài bướm đêm trong họ Crambidae.